# Haliphron
Haliphron is een geslacht van inktvissen uit de familie van de Sepiolidae.

## Soorten
- Haliphron atlanticus Steenstrup, 1861

### Synoniemen
- Haliphron hardyi (Robson, 1930) =>  Haliphron atlanticus Steenstrup, 1861
- Haliphron pacificus (Ijima & Ikeda, 1902) => Haliphron atlanticus Steenstrup, 1861